# Tramontana
Tramontána je kratkotrajen prehoden veter, ki na Jadranu piha s severa. Piha v vseh letnih časih. Lahko je močan in nevaren veter. Običajno preide v burjo.
Doseže lahko hitrost do 200 km/h, običajno pa piha s hitrostjo 80 km/h.
Tramontana pomeni močan (orkanski) severni veter, ki piha z Alp do Benetk, čez Trst in Kraški rob ter Slovensko Istro. Z orkansko močjo lahko podre drevesa, odkriva strehe na hišah, uničuje čolne ali jih celo prevrne.